# 政務次官 (イギリス)
イギリス政府の各省における政務次官（せいむじかん、Parliamentary Under-Secretary of State）は、閣内大臣（Secretary of State）と閣外大臣（Minister of State）に次ぎ、通例国会議員から任命される政務職としては最下位に位置づけられる職位。日本における制度との対比においては、日本の省庁の政務官相当とされる。
政務次官が置かれるのは、その省の長の肩書きに「Secretary of State」が含まれている場合（財務省や内閣府）であり、そうでない場合には政務官（Parliamentary Secretary）が置かれる。この違いは長との混同を避けるためのものであり、単なる呼称の問題とされる。
この職位は、名称が似た事務次官（Permanent Under-Secretary of State：通称として Permanent Secretary と呼ばれることが多い）と混同してはならない。事務次官は各省における職業公務員の長である。
ハロルド・マクミラン保守党内閣（1957年 - 1963年）において1960年から1962年まで英連邦関係省政務次官を務めたデヴォンシャー公 (Duke of Devonshire) は、「政務次官を務めた経験のある者でなければ、政務次官がいかにとるに足らない存在であるかは、全く想像すらできないだろう」と述べている。